# Гузин (річка)
Гузин — річка в Україні у Білоцерківському районі Київської області. Права притока річки Міри (басейн Дніпра).

## Опис
Довжина річки приблизно 13,84 км, найкоротша відстань між витоком і гирлом — 8,39  км, коефіцієнт звивистості річки — 1,65 . Формується декількома струмками та загатами.

## Розташування
Бере початок у селі Людвинівка. Тече переважно на північний схід через село Кулі, далі тече переважно на південний схід через село Сущани, знову тече переважно на північний схід і у селі Мирівка впадає у річку Міру, праву притоку річки Горохуватки.

## Цікаві факти
- На річці існує багато газових свердловин[3].